# Barbus venustus
Barbus venustus е вид лъчеперка от семейство Шаранови (Cyprinidae).

## Разпространение
Видът е разпространен в Кения и Танзания.

## Описание
На дължина достигат до 3 cm.